# Oxytheca
Oxytheca es un género de plantas pertenecientes a la familia Polygonaceae.  Comprende 18 especies descritas y de estas, solo 3 aceptadas.

## Taxonomía
El género fue descrito por  Thomas Nuttall  y publicado en Proceedings of the Academy of Natural Sciences of Philadelphia 4(1): 18–19. 1848.  La especie tipo es: Oxytheca dendroidea Nutt.	

## Especies aceptadas
A continuación se brinda un listado de las especies del género Oxytheca aceptadas hasta mayo de 2014, ordenadas alfabéticamente. Para cada una se indica el nombre binomial seguido del autor, abreviado según las convenciones y usos. 
- Oxytheca dendroidea Nutt.
- Oxytheca perfoliata Torr. & A. Gray
- Oxytheca watsonii Torr. & A. Gray